# Polyalthia pumila
Polyalthia pumila este o specie de plante din genul Polyalthia, familia Annonaceae, descrisă de Henry Nicholas Ridley. Conform Catalogue of Life specia Polyalthia pumila nu are subspecii cunoscute.